# 尉繚子
『尉繚子』（うつりょうし、Yùliáozǐ）は、中国戦国時代に尉繚によって書かれたとされる兵法書である。武経七書のひとつ。

## 概要
『孫子』・『呉子』と並んで古くから、その評価が高い兵法書であったが、一方で「厳酷苛暴」という評価（方孝孺による）があった。また著者である尉繚の経歴や全体の構成について諸説があって、伝本の経緯が判明しない事から、明代以後には偽書説が唱えられ、清の姚際恒によって偽書と断定されてからはそれが有力となっていた。
1972年になって山東省臨沂県銀雀山の前漢時代の墓から出土した兵法書群（竹簡孫子参照）の中に『尉繚子』の写本が発見され内容も伝世する尉繚子と一致していたため、戦国時代から遅くとも秦代にかけての著作である可能性が濃厚となった。同時に、これまで未発見の兵法書の中に『尉繚子』と同一の内容の文章が見つかった事から、後世において編纂が加えられた部分が存在する事も判明した。

## 「尉繚」とは誰か?
『尉繚子』の書名からして、「尉繚」という人物（あるいはその門人ら）が執筆したという事は推測がつくところであるが、では尉繚がどんな人物かという具体的な点となると諸説があって判別しがたいのが現状である。
一般的には次の説が挙げられている。
1. 斉の人で鬼谷子の門人であったという説。
2. 魏の人で恵王に仕えていたという説（『尉繚子』本文に恵王と尉繚子との会話が登場する）
3. 魏の人で商鞅の学問を学んだ後に秦王政（後の始皇帝）に仕えた（『史記』の説）。

この中では、内容が具体的で商鞅の影響を受けているという点で一致しているのは3.であるが、これを採った場合には尉繚は魏の恵王よりも100年も後の人となり、文章との矛盾が生じる。この矛盾については、魏の恵王との会話から始まる『孟子』のスタイルを模倣したのではないかと推測する説がある。また、文中の戦闘形態が戦国時代中期の様相に似ているために、2.を支持する説もある。また、2.と3.を同一人物とすることは無理でも何らかの血縁関係などを想定する見方もされるなど、尉繚の実像については未だに具体的な姿がつかめていない。

## 秦王政に仕えた尉繚について
大梁出身の秦の謀臣。「尉」は官職名に由来し、姓は不明であるとされる。
秦王政10年（紀元前237年）、遊説家として秦に来朝し、秦王政に外交戦略を説いた。
尉繚曰く、「秦の強大さをもってすれば、諸侯など郡県の長のようなものにすぎません。ただ憂うべきは、彼らが合従して一斉に奇襲してくることです。それこそがかつて智伯、夫差、湣王が滅びた理由であります。願わくば大王は財貨を惜しまれず、諸侯の重臣に賄賂として与え、彼らの謀略を乱してください。たとえ三十万金を費やすとしても、それで諸侯を全て滅ぼすことができましょう。」
これに得心した秦王政はその言に従い、尉繚を遇した。尉繚への厚遇は、衣服や飲食においても自らと同等のものを与え、常に対等の礼を取るほどであった。
しかし、相術（人相占い）にも通じる尉繚は、その待遇にもかかわらず秦王政を酷評した。
尉繚曰く、「秦王は、鼻梁が蜂のように鋭く、目は細長く、胸は猛禽のように張り、声は豺のように荒く、恩愛の情は少なく、虎狼のような心を持っている。困窮すれば人にへりくだるが、志を得れば人を軽々しく食らうであろう。私は布衣（庶民）にすぎぬのに、彼は私に会うと常に身を低くして接してくる。もし秦王が天下統一の志を遂げるならば、天下の人々はみな虜（奴隷）にされてしまうだろう。ゆえに長く付き合う相手ではない。」
その後、尉繚はたびたび逃亡を図ったが、秦王政は必死に連れ戻させた。自分のもとから離れようとする尉繚を引き留まらせるため、秦王政は彼を国尉（漢の太尉・大将軍に相当する）に任じた。彼の計策は李斯によって執り仕切られ、秦は天下統一を成し遂げることとなった。

## 内容と思想
『尉繚子』には先行する兵法書である『孫子』・『呉子』の他に『孟子』・『韓非子』・『商君書』などの影響を受けた部分が含まれており、後世偽書説が言われた理由の一つにもなったのであるが、逆に『尉繚子』がこれら先人の学説を統合してより高度な軍事・政治理論を構築しようとしたのではないかとする積極的な評価や、尉繚の流れを汲んだ後人による加筆を想定する見方もある。
自国の利益を得るために行う軍事行動を厳しく非難する一方で、大義名分がある戦いならば先制攻撃もやむを得ないと捉えている。
また、政治がきちんと行われて民生が安定していなければ、民衆を軍事に動員する事は出来ないと説く。また、商業の役割を比較的に高く評価しており、農業を主としつつも商業とのバランスのある発展が人的交流を通じた情報収集につながると評している。その一方で、軍人に対しては兵の質を高めて効率的な戦闘を行うために徹底的な規律（軍政）の必要性を唱えている。

## 現行本の構成
全24巻。
1. 天官
2. 兵談（竹簡本にあり）
3. 制談
4. 戦威
5. 攻権（竹簡本にあり）
6. 守権（竹簡本にあり）
7. 十二陵
8. 武議
9. 将理（竹簡本にあり）
10. 原官（竹簡本にあり）
11. 治本
12. 戦権
13. 重刑令
14. 伍制令
15. 分塞令
16. 束伍令
17. 経卒令
18. 勒卒令
19. 将令
20. 踵軍令
21. 兵教上
22. 兵教下
23. 兵令上（「守法等12篇」にあり）
24. 兵令下（「守法等12篇」にあり）

## 刊行書
- 守屋洋、守屋淳『司馬法　尉繚子　李衛公問対』

プレジデント社、1999年、新版2014年。ISBN 483342097X
- 萩庭勇『尉繚子』 明徳出版社・中国古典新書続編、1994年。ISBN 4896198190
- 村山孚『孫子・呉子 中国の思想10』 徳間書店、増訂版 1996年。ISBN 4198604770